# Robert Brout
Robert Brout (Nueva York, 14 de junio de 1928 - Linkebeek, Bélgica, 3 de mayo de 2011) fue un físico teórico belga quien hizo importantes contribuciones a la física de las partículas elementales.

## Nacimiento y carrera académica
Robert Brout nació en 1928 en los Estados Unidos. Obtuvo el doctorado en la Universidad de Columbia; en 1953 fue nombrado profesor de la Universidad de Cornell, donde comenzó a trabajar con François Englert. Desde 1961 fue profesor de Física en la Universidad Libre de Bruselas.

## Investigación
En 1963, Brout, en colaboración con Francois Englert, descubrió el mecanismo por el que la masa puede ser generada por las partículas gauge en presencial de una simetría gauge local abeliana o no abeliana. Esto fue demostrado por ambos, de forma tanto clásica como mecánico-cuántica, evitando de forma satisfactoria una serie de teoremas introducidos por J. Goldstone, que conducían a la presencia de infinitos y a la necesidad de renormalización. Ideas similares han sido desarrolladas en física de la materia condensada.
Peter Higgs, un físico teórico en la Universidad de Edimburgo, de forma independiente, llegó a la misma conclusión que Brout y Englert. Su trabajo demostró que las partículas que llevan la fuerza débil adquieren su masa a través de interacciones con una situación general que sobre el terreno que hoy se conoce como el campo de Higgs, y las interacciones que se producen a través de partículas que son ampliamente conocidas como "bosones de Higgs" o, simplemente, como "bosones Higgs". Estos bosones de Higgs no fueron detectados hasta 2012, el año siguiente al fallecimiento de Brout, pero ya antes de esa fecha la mayoría de los físicos creían en su existencia. La confirmación experimental de estas partículas otorgó el premio Nobel de 2013 tanto a Peter Higgs como a Francois Englert. Al haber fallecido ya Brout, este no fue galardonado, pues desde 1974 los estatutos de la Fundación Nobel prohíben entregar el premio de manera póstuma.
En 1971, Gerardus 't Hooft, que estaba terminando su doctorado bajo la supervisión de Martinus J.G. Veltman en la Universidad de Utrecht, renormalizando la teoría Yang-Mills de conformidad con Veltman la sugerencia de cómo esto fue posible. Ellos demostraron que si la simetrías de Yang-Mills teoría se rompe de acuerdo con el método sugerido por Robert Brout, Francois Englert, y Peter W. Higgs. La renormalización de la teoría de Yang-Mills es uno de los mayores logros del siglo XX la física. Gerardus' t Hooft y Martinus JG Veltman fueron galardonados con el Premio Nobel de Física en 1999 por este trabajo.
Además de este trabajo en física de partículas elementales, en 1978, Brout, en colaboración con F. Englert y Edgard Gunzig, obtuvo el primer premio gravitacional adjudicación ensayo [4] de su propuesta original de la inflación cósmica como la condición del cosmos antes de la expansión adiabática, (es decir, los convencionales big bang), después de cosmogénesis.

## Premio Wolf
En 2004, Robert Brout, Francois Englert, y Peter Higgs se adjudicaron el Premio Wolf en Física por "trabajo pionero para la que ha llevado a la idea de la generación de masa, cada vez que una simetría gauge se realiza asimétricamente en el mundo de sub-partículas atómicas".